# Ignacio Sanz de Santamaría y Gómez de Salazar
Ignacio Sanz de Santamaría y Gómez de Salazar fue un neogranadino que ejerció como alcalde de Santafé en 1749.
Estaba casado con María Gertrudis de la Serna Mujica y Olarte hija de Nicolás Mujica y Vergara gobernador de Boyacá.